# Number one (film)
Number one – film fabularny w reżyserii Gianni Buffardia z 1973 roku. Film jest mieszanką filmu kryminalnego i dramatu politycznego. Występują w nim Renzo Montagnani, Luigi Pistilli, Claude Jade i Guido Mannari. Film oparty jest na prawdziwych wydarzeniach, które opowiada jako fikcyjną historię. Film zaginął po premierze w 1973 roku, odrestaurowano go w 2021 roku. 

## Fabuła
Number One, słynny klub nocny w Rzymie, znalazł się w 1971 roku w centrum wielkiego skandalu: przemytu kokainy, w który zamieszane były nazwiska z międzynarodowego światka. W "Number One", playboye Benni (Chris Avram) i Rudy (Venantino Venantini) rządzą nocnym życiem. W rzymskiej willi Teddy Garner Jr (Paolo Malco) oraz jego przyjaciele Massimo (Guido Mannari) i Dino (Howard Ross) przekazują dwóm lekarzom pozbawione życia nagie ciało żony Teddy'ego - Debory. Pierwszym wnioskiem jest samobójstwo, ale inspektor Vinci (Renzo Montagnani) ma co do tego wątpliwości i rozpoczyna śledztwo. Teddy Garner w pośpiechu opuścił kraj, aby uniknąć oskarżenia. Szybko nawiązane zostają kontakty z organizacjami zajmującymi się kradzieżą dzieł sztuki, w których Massimo i Dino są aktywni. Vinci pracuje teraz z "Capitano" (Luigi Pistilli), dowódcą Carabinieri. Francuska aktorka Sylvie Boisset (Claude Jade), przyjaciółka playboya Benniego, jest jedyną osobą, która uczestniczy w pogrzebie Deborah. Informuje karabinierów o miejscu ukrycia skradzionych obrazów w klasztorze. Później Sylvie odwiedza swojego przyjaciela Massimo (Guido Mannari). Dowiaduje się od niego strasznych rzeczy. W międzyczasie policja przeszukuje klasztor i znajduje obrazy. Sylvie ponownie udaje się do karabinierów i składa Capitano zeznanie na temat śmierci Debory: Kiedy Tony przybył do Debory ze swoimi przyjaciółmi Massimo i Dino, leżała ona naga i zwinięta w kłębek na łóżku, z pianą na ustach. Dino uspokoił swoich przyjaciół, mówiąc im, żeby poczekali, aż agonia Debory się skończy. Podczas gdy mężczyźni grali w karty, Deborah zmarła po długiej agonii. Dopiero wtedy wzywają lekarza. A Tony w pośpiechu opuszcza Włochy. Zeznania Sylvie prowadzą do nowej autopsji ciała Debory. Śledczy nie znajdują jednak sprawcy, ponieważ podejrzani, a nawet świadkowie regularnie znikają.

## Obsada
- Renzo Montagnani: Vinci, komisarz policji
- Luigi Pistilli: dowódca karabinierów
- Claude Jade: Sylvie Boisset
- Guido Mannari: Massimo
- Chris Avram: Benny
- Venantino Venantini: Leo
- Howard Ross: Dino Pancani
- Paolo Malco: Teddy Garner Jr.
- Massimo Serato: Mino Cattani
- Isabelle de Valvert: Betsy
- Renato Turi: Commenda

## Historia początków
Nicola Campigli, który w 1971 roku otrzymuje od swojego zmarłego ojca Massimo fortunę w postaci obrazów, pada ofiarą napadu na sztukę. W klubie "Number One", gdzie Campigli obraca się wśród rzymskich gwiazd, poznaje zięcia komika Totò, młodego producenta filmowego Gianni Buffardi. Po tym jak złodzieje zostają zdemaskowani, Campigli i Buffardi prowadzą śledztwo w nocnym klubie, a także na posterunkach policji. Z udziałem kilkunastu gwiazd, w tym Włochów Renzo Montagnani, Luigi Pistilli, Guido Mannari i Venantino Venantini, Rumuna Chris Avram i francuskiej aktorki Claude Jade w roli tajnej informatorki, powstaje thriller kryminalny Number One, którego premiera odbyła się 28 maja 1973 roku.
Ponieważ film zawiera bardzo wyraźne odniesienia do toczących się wówczas procesów wokół Number One i wyraźnie rozpoznaje prawdziwe osoby, takie jak śmierć Talitha Getty i Banda della Magliana (Gang Magliana), po projekcji został natychmiast wycofany z obiegu: Wspomnienie prawdziwego Number One, najgorętszego klubu nocnego w Rzymie, który został zamknięty z powodu używania narkotyków po anonimowym donosie zaledwie rok wcześniej, było zbyt żywe.
Dopiero w 2021 roku, po odnalezieniu negatywów w magazynie, film został odrestaurowany przez Centro sperimentale di cinematografia i doczekał się reedycji oraz światowej premiery telewizyjnej.